# Simested
Simested is een plaats in de Deense regio Noord-Jutland, gemeente Vesthimmerland. De plaats telt 268 inwoners (2008). Simested ligt aan de voormalige spoorlijn Hobro - Løgstør. Het stationsgebouw is bewaard gebleven.